# Chance (久松史奈の曲)
『Chance』（チャンス）は久松史奈の13枚目のシングル。

## 内容
テレビ朝日系「ビートたけしのTVタックル」エンディング・テーマ。本作リリース後、2014年のシングル「サイバートレイン」発売までの約18年間、シングルのリリースは行わなかった。本作は久松にとって最後の8センチCD。

## 収録曲
全編曲：西川進
1. Chance
作詞：久松史奈　作曲：羽田一郎
2. destiny
作詞：TOM　作曲：首藤高広
3. Chance (inst.)